# 1863 en musique classique
| \| • Retour à la chronologie générale de la musique classique • \| |
| Grèce • Rome • Haut Moyen Âge • VIIIe siècle • IXe siècle • Xe siècle • XIe siècle XIIe siècle • XIIIe siècle • XIVe siècle • XVe siècle • XVIe siècle • XVIIe siècle XVIIIe siècle • XIXe siècle • XXe siècle • XXIe siècle |
| • Retour à la chronologie générale de la musique classique • |

| Années en musique classique : 1860 - 1861 - 1862 - 1863 - 1864 - 1865 - 1866    |
| Décennies en musique classique : 1830 - 1840 - 1850 - 1860 - 1870 - 1880 - 1890 |

## Événements
- 16 mai : création de Judith, opéra d'Alexandre Serov, à Saint-Pétersbourg ;
- 21 juillet : création de Lischen et Fritzchen, opérette de Jacques Offenbach, à Bad Ems ;
- 4 novembre : création des Troyens, opéra d'Hector Berlioz, à Karlsruhe.

## Naissances

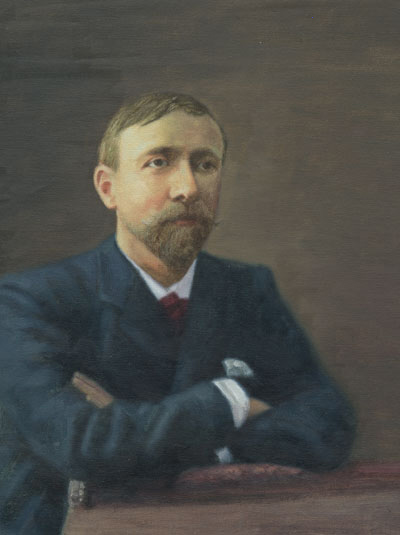
Gabriel Pierné

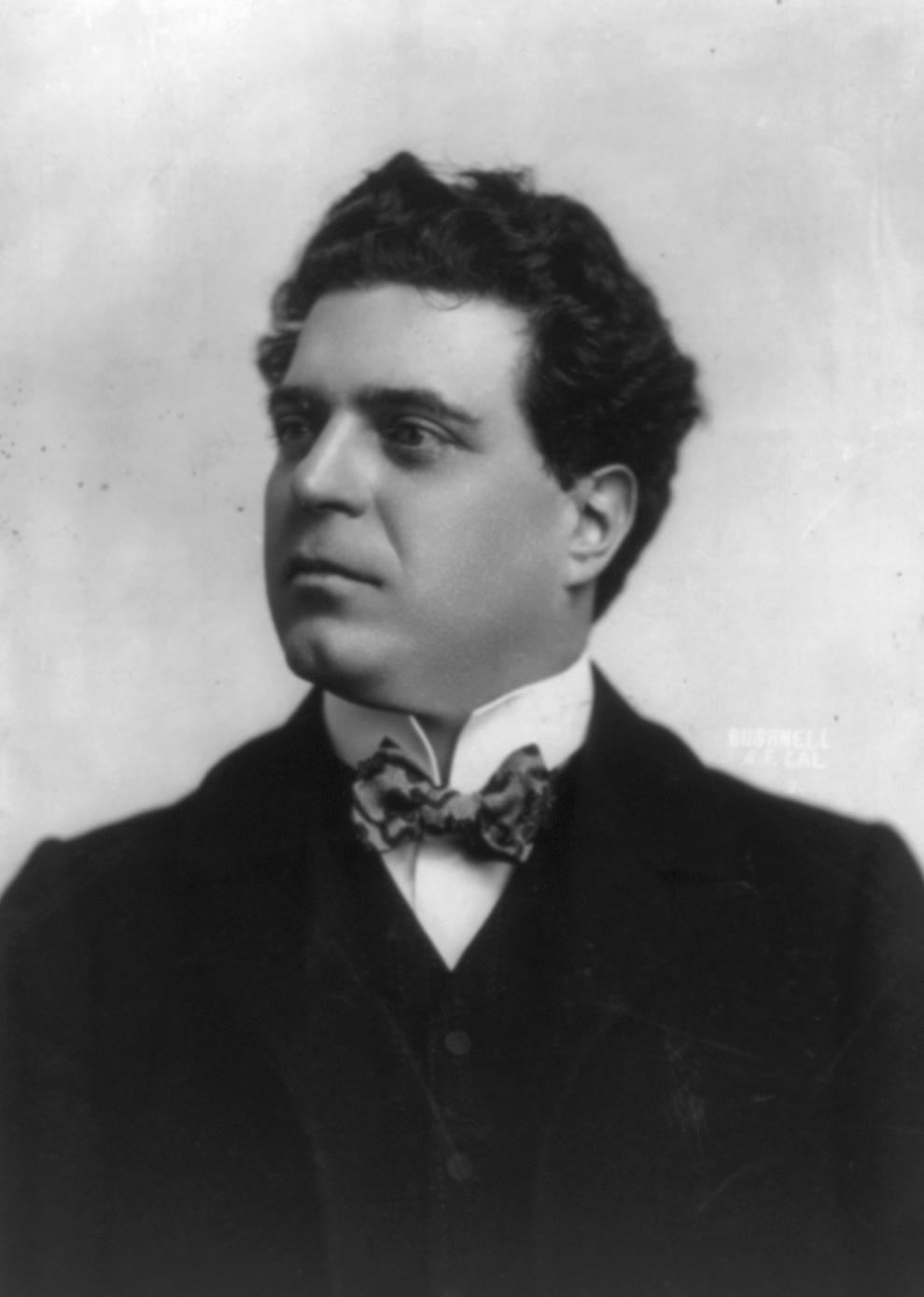
Pietro Mascagni

- 24 janvier : Ferdinand Hellmesberger, chef d'orchestre, violoncelliste et compositeur autrichien († 15 mars 1940).
- 4 février : Pauline Strauss-De Ahna, soprano allemande, épouse de Richard Strauss († 13 mai 1950).
- 5 février : Armand Parent, violoniste et compositeur belge († 19 janvier 1934).
- 7 février : Mieczysław Sołtys, compositeur polonais († 11 novembre 1929).
- 17 février : Jessie Gaynor, compositrice américaine († 20 février 1921).
- 19 février : Emánuel Moór, pianiste, compositeur et concepteur de pianos hongrois († 20 octobre 1931).
- 4 mars : Ellen Gulbranson, soprano suédoise († 2 janvier 1947).
- 6 mars : Théophile Laforge, altiste français († 31 octobre 1918).
- 15 mars : Leslie Stuart, compositeur d'opérette († 27 mars 1928).
- 29 mars : Étienne Destranges, musicographe et critique musical français († 31 mai 1915).
- 3 avril : Gaston Bélier, organiste et compositeur français († 8 mars 1938).
- 12 avril : Valentin Neuville, compositeur et organiste français († 20 juin 1941).
- 16 avril : Paul Vidal, compositeur et pédagogue français († 9 avril 1931).
- 19 avril : Felix Blumenfeld, compositeur, chef d'orchestre, pédagogue et pianiste russe († 21 janvier 1931).
- 26 avril : Émile Scaremberg, ténor français († 26 février 1938).
- 28 avril : Alfred Zamara, compositeur et harpiste autrichien († 11 août 1940).
- 6 mai : Charles-René, pianiste, compositeur et pédagogue français († 15 septembre 1935).
- 12 mai : 
  - Charles Bordes, compositeur français († 8 novembre 1909).
  - Henry Expert, musicologue français († 18 août 1952).
- 25 mai : Camille Erlanger, compositeur français († 24 avril 1919).
- 26 mai : Fritz Baselt, compositeur allemand († 11 novembre 1931).
- 27 mai : Franz Schalk, chef d'orchestre autrichien († 3 septembre 1931).
- 2 juin : Felix Weingartner, chef d'orchestre, compositeur, pianiste et écrivain autrichien († 7 mai 1942).
- 24 juin : Louis Bas, hautboiste et compositeur français († 1944).
- 26 juillet : Jāzeps Vītols, compositeur, pianiste, chef de chœur, pédagogue et critique musical letton († 24 avril 1948).
- 4 août : Ernest Lerwile, contrebassiste et compositeur français († 6 avril 1944).
- 12 août : Gabriel Pierné, compositeur, organiste et chef d'orchestre français († 17 juillet 1937).
- 16 août :
  - Cornélie van Oosterzee, compositrice hollandaise († 12 août 1943).
  - Dora Bright, compositrice et pianiste britannique († 16 novembre 1951).
  - Raoul Walter : ténor autrichien († 21 août 1917).
- 1er septembre : Charles Dennée, pianiste, pédagogue et compositeur américain († 29 avril 1946).
- 2 septembre : Isidor Philipp, pianiste, pédagogue et compositeur français d'origine hongroise († 20 février 1958).
- 10 septembre : Abbie Gerrish-Jones, compositrice, librettiste et critique musicale américaine († 5 février 1929).
- 12 septembre : Théodore de Wyzewa, critique d'art, critique musical et critique littéraire français († 15 avril 1917).
- 15 septembre : Horatio Parker, compositeur américain († 18 décembre 1919).
- 9 octobre : Alexandre Ziloti, pianiste russe, également compositeur et chef d'orchestre († 8 décembre 1945).
- 11 octobre : Xavier Leroux, compositeur français († 2 février 1919).
- 24 octobre : Arnold Rosé, compositeur et violoniste roumain († 25 août 1946).
- 4 novembre : Maria Chefaliady-Taban, pianiste, professeur de musique et compositrice roumaine († 11 juin 1932).
- 21 novembre : Giovanni Battista Cossetti, compositeur et organiste italien († 17 décembre 1955).
- 30 novembre : Gellio Coronaro, pianiste et compositeur italien († 26 juillet 1916)
- 7 décembre : Pietro Mascagni, compositeur italien († 2 août 1945).
- 19 décembre : Milka Trnina, soprano croate († 18 mai 1941).
- 21 décembre : Alfred Cottin, guitariste, mandoliniste et compositeur de musique français († 18 janvier 1923).
- 24 décembre : Enrique Fernández Arbós, violoniste, chef d'orchestre et compositeur espagnol († 2 juin 1939).
- 29 décembre : 
  - Izabella Kuliffay : pianiste et compositrice hongroise († 19 janvier 1945).
  - Raffaele Calace : joueur de mandoline, compositeur, et luthier italien († 14 novembre 1934).

Date indéterminée
- Marian Arkwright, compositrice anglaise († 23 mars 1922).

## Décès

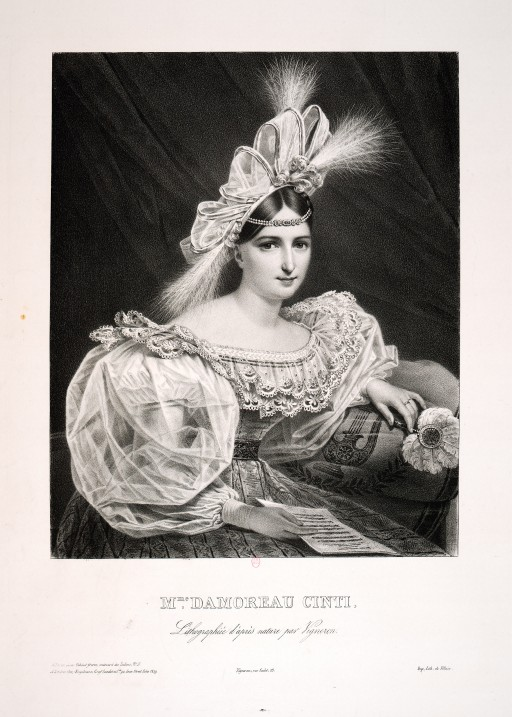
Laure Cinti-Damoreau

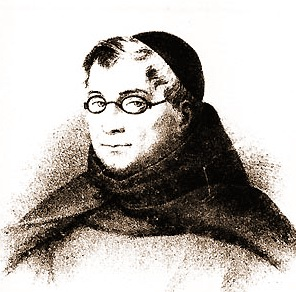
Padre Davide da Bergamo

- 4 février : Giuseppe Lillo, compositeur italien (° 26 février 1814).
- 25 février : Laure Cinti-Damoreau, soprano française (° 6 février 1801).
- 4 mars : Alfred Dufresne, compositeur et auteur dramatique français (° 1822).
- 11 avril : Stanislas Verroust, hautboïste et compositeur français (° 10 mai 1814).
- 19 avril : Johann Peter Cavallo, organiste, pianiste et compositeur (° 23 décembre 1819).
- 7 juin : Franz Xaver Gruber, maître d'école et organiste autrichien.
- 12 juin : Pietro Alfieri, musicologue italien (° 29 juin 1801).
- 20 juin : Luigi Felice Rossi, compositeur italien, pédagogue, musicologue et théoricien de la musique (° 27 juillet 1805).
- 23 juillet : Sophie Lebrun, pianiste et compositrice allemande (° 20 juillet 1781).
- 24 juillet : Padre Davide da Bergamo, organiste et compositeur italien (° 21 janvier 1791).
- 5 août : Adolf Friedrich Hesse, organiste et compositeur allemand (° 30 août 1809).
- 19 octobre : Mathilda d'Orozco, compositrice suédoise (° 14 juin 1796).
- 25 octobre : Almire Gandonnière, librettiste français (° 3 août 1813).
- 20 novembre : Henry Boisseaux, dramaturge et librettiste français d'opéras (° 14 octobre 1821).
- 21 novembre : Joseph Mayseder, compositeur et violoniste autrichien (° 16 octobre 1789).

Date indéterminée
- Filippo Colini, baryton italien d'opéra (° 21 octobre 1811).